# Greklands Davis Cup-lag
Greklands Davis Cup-lag styrs av grekiska tennisförbundet och representerar Grekland i tennisturneringen Davis Cup, tidigare International Lawn Tennis Challenge. Grekland debuterade i sammanhanget 1927. De har aldrig spelat i elitdivisionen, men nått kvartsfinal i Europazonen tre gånger.